# 德金開局
德金開局（又名德金攻击或钠攻击）是國際象棋開局非正規開局的一種少见开局法，走法為：
1. Na3
德金开局因新泽西棋手罗伯特 德金（1923－2014）而得名。钠攻击得名于其着法的代数记录为1.Na3，其中Na是金属元素钠的元素符号。 